# Sello real de Japón

Sello real de Japón (天皇御璽)

El sello real de Japón es el sello oficial del emperador de Japón y uno de los sellos nacionales de Japón. Es cuadrado y su inscripción «天皇御璽» está en escritura de sello (篆書, tensho). Tiene dos líneas de escritura vertical. En el lado derecho está «天皇» (Tennō, «emperador») y en el lado izquierdo aparece «御璽» (Gyoji, «sello honorable»). El sello se estampa en documentos relativos a la designación de un cargo,  proclamación de sentencias de una ley, ordenanzas gubernamentales, tratados, instrumentos de ratificación, credenciales de embajadores, documentos del primer ministro, del presidente de la Corte Suprema y en cartas de destitución.

## Historia
La historia del sello real de Japón se remonta al periodo Nara. Aunque fue originalmente hecho de cobre, en 1868 sería fabricado en piedra y más tarde, se hizo de oro puro. El sello real actual es de oro puro, 9 cm de tamaño y peso de 4,5 kg. El artesano que hizo el sello fue Abei Rekidō (安部井栎堂; 1805-1883), de Kioto, quien fue contratado en 1874 (año 7 de la era Meiji) para fabricarlo al cabo de un año. Cuando no está en uso, el sello se mantiene en una bolsa de cuero. El sello se utiliza con tinta de cinabrio hecho especialmente en la Oficina Nacional de Impresión.
Si el sello del estado o el sello real se reproducen ilegalmente, la pena será de un mínimo de dos años de trabajos forzados, de acuerdo con el artículo 164 de la primera cláusula del código penal.